# Pseudobiceros gloriosus

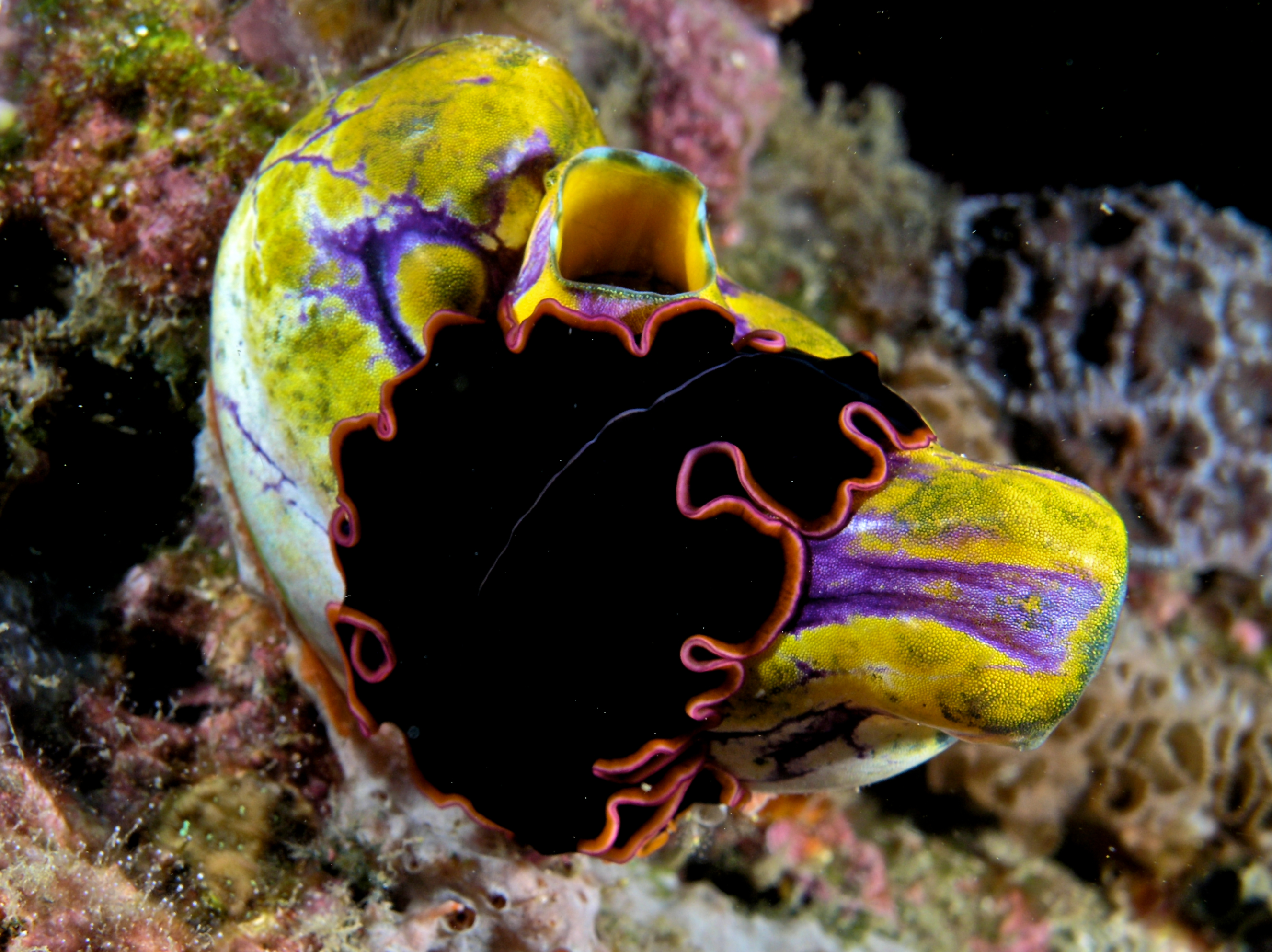
Pseudobiceros gloriosus auf Polycarpa aurata

Pseudobiceros gloriosus ist ein Plattwurm aus der Ordnung der Polycladida. Der Name leitet sich von dem lateinischen Wort gloriosus ab und bezieht sich auf das farbenprächtige Aussehen der Tiere.

## Merkmale
Wie viele Vertreter seiner Gattung weist Pseudobiceros gloriosus eine hauptsächlich einfarbige Epidermis auf, die von andersfarbigen Bändern gesäumt ist. Im Gegensatz zu den meisten anderen Arten hat er jedoch drei statt zwei Bänder. Kennzeichnend für die Art ist außerdem die Ausprägung der Farben: Die Hauptfarbe der rückenseitigen Epidermis ist samtig schwarz, daran schließt sich ein breites oranges Band an, gefolgt von einem mittleren schmalen pinken Band und einem äußeren extrem schmalen dunkelburgenderroten Band. Die größten Individuen weisen eine dünne pinke Medianlinie auf, die am zerebralen Augenfleck beginnt und sich über ca. drei Viertel der Körperlänge erstreckt. Die beiden Pseudotentakel haben orange und burgunderrote Bänder. Die bauchseitige Epidermis ist dunkelburgunderrot.
Die Art ist relativ groß. Adulte Individuen erreichen 70 × 25 Millimeter bis 90 × 50 Millimeter. Jungtiere sind ab 28 × 12 Millimeter groß.
Die Pseudotentakel von Pseudobiceros gloriosus sind quadratisch und leicht gekräuselt. Der zerebrale Augenfleck besteht aus rund 200 Ocellen.
Plattwürmer sind Zwitter. Pseudobiceros gloriosus hat zwei männliche und ein weibliches Geschlechtssystem, von denen sich jedes in einem flachen Antrum befindet. Die zwei männlichen Genitalöffnungen liegen sehr eng beieinander. Eine ovale große Samenblase, ein langer verdrehter Spritzkanal, eine ovale Prostata und ein langes Stylet bilden jeweils eines der beiden männlichen Geschlechtssysteme. Der Samenleiter ist verzweigt.

## Vorkommen
Pseudobiceros gloriosus ist auf Heron Island verbreitet, einem Korallen-Cay am südlichen Ende des Great Barrier Reef. Vereinzelt sind sie auf Bagabag zu finden. Auch Funde auf den Fidschiinseln wurden gemeldet. Potentielle Habitate befinden sich unter Vorsprüngen von Riffhängen.